# Cessalto
Cessalto est une commune italienne de la province de Trévise, dans la région Vénétie.

## Administration
| Période                                  | Période | Identité | Étiquette | Qualité |
| ---------------------------------------- | ------- | -------- | --------- | ------- |
|                                          |         |          |           |         |
| Les données manquantes sont à compléter. |         |          |           |         |

### Communes limitrophes
Ceggia, Chiarano, Motta di Livenza, Salgareda, San Donà di Piave, Santo Stino di Livenza, Torre di Mosto